# Antonio Bifani
Antonio Bifani (Torraca, 1º settembre 1879 – Roma, 22 febbraio 1948) è stato un giornalista, sindacalista e politico italiano.

## Biografia
Figlio di un medico dopo la licenza liceale rifiuta di proseguire gli studi e si impegna nell'attività politica e giornalistica. Fervente socialista nei suoi anni giovanili, ne sostiene le lotte con articoli su fogli locali e comizi, abbinando anche una forte azione anticlericale che lo porta nel 1914 ad assumere una posizione favorevole alla Massoneria contro "l'ignavia clericale". Come molti giovani politicamente impegnati dell'epoca col passare del tempo passa dal socialismo e dal sindacalismo di stampo anarchico all'interventismo e a posizioni nazionalistiche. Nel 1915 parte volontario per la prima guerra mondiale, dove partecipa alla conquista della Bainsizza abbandonata dopo Caporetto e viene fatto prigioniero dagli austriaci.
Torna a Napoli con due croci di guerra; dopo l'esperienza pre-bellica nei quotidiani il Mattino e Roma diventa caporedattore de Il Giorno, l'ultimo quotidiano fondato da Matilde Serao e nel 1920 si iscrive al locale Fascio di combattimento, dove si occupa prevalentemente di sindacalismo. Seguace del ras campano Aurelio Padovani per circa quindici anni è stato a capo dei sindacati fascisti campani, ruolo in cui combatte inizialmente, ma inutilmente, la svolta filo-padronale del regime e il conseguente sfaldamento dei precari equilibri che ha costruito tra i lavoratori napoletani, specie quelli del porto.
Quando da Roma il direttorio delle corporazioni impone un atteggiamento di aperto appoggio alla classe degli agrari e degli industriali si allinea disciplinatamente alle direttive, forse perché spera di collocarsi nella sinistra anti-padronale del gruppo fascista alla Camera (dove è candidato alle elezioni del 1924), tra i sindacalisti capitanati da Edmondo Rossoni. L'attività parlamentare gli vale, per contro, una feroce campagna denigratoria da parte dei sindacalisti napoletani, rimasti improvvisamente orfani del proprio leader nel 1926, che lo accusano di acquiescenza alla volontà del padronato e copertura di soprusi ai danni dei lavoratori. È l'inizio di una fase discendente del suo attivismo, minato dall'ossequienza alle direttive del partito in sede parlamentare e al prevalere del corporativismo con uomini giudicati adatti alla conseguente riforma dello Stato in tal senso.
Le possibilità decisionali sempre più ridotte dalla centralizzazione romana delle competenze e dal dirigismo personale di Mussolini ne fanno un grigio funzionario che non ha altra possibilità che rispondere sissignore ad ogni direttiva, senza poterne discutere. Anche in parlamento, estraneo a qualsiasi gruppo organizzato, la sua attività si rivela di scarso rilievo. La nomina a senatore pochi mesi prima del crollo del regime (25 luglio 1943) è unicamente funzionale a coprire i posti vacanti con fascisti di sicura fede in un momento cruciale per le sorti della guerra e del paese. Nello stesso periodo, ormai in età avanzata, iniziano a manifestarsi i primi sintomi di una malattia che lo costringe a letto per un lungo periodo, dal quale prende atto della decadenza dalla carica e dedica i suoi ultimi mesi alla rivista "Vita del lavoro".

## Collaborazioni
- Energia! periodico dei giovani socialisti antimilitaristi napoletani.
- Sorgiamo! periodico socialista di Portici
- L'Araldo
- Corriere delle provincie meridionali
- Il Corriere di Catania
- Il Solco quindicinale di propaganda agricola